# Южногеоргианский щуковидный узконос
Южногеоргиа́нский щукови́дный узконо́с (лат. Parachaenichthys georgianus) — морская антарктическая донная рыба семейства батидраковых (Bathydraconidae) подотряда нототениевидных (Notothenioidei) отряда окунеобразных (Perciformes). Один из двух видов прибрежных антарктических рыб в роде Parachaenichthys. Впервые описан как новый для науки вид Chaenichthys georgianus в 1885 году немецким зоологом И. Г. Фишером (нем. I. G. Fischer) по экземпляру (лектотип), пойманному в  заливе Мольтке острова Южная Георгия, где в сезон 1882—1883 гг. зимовали немецкие полярники. Вид назван по месту поимки — острову Южная Георгия.
Это типично донная, относительно мелководная крупная рыба общей длиной более 60 см. Является антарктическим эндемиком, обитающими в западном секторе Южного океана. Распространена на шельфе Южной Георгии и Южных Сандвичевых островов. Согласно схеме зоогеографического районирования по донным рыбам Антарктики, предложенной А. П. Андрияшевым и А. В. Нееловым, ареал вида находится в границах провинции Южная Георгия гляциальной подобласти Антарктической области.
P. georgianus характеризуются голым, очень удлинённым и низким, почти цилиндрическим телом, а также длинным, уплощённым рылом. Как и у прочих представителей подотряда нототениевидных у него отсутствует плавательный пузырь. Как и у других представителей семейства батидраковых у этого вида имеется только один (второй) спинной плавник. От второго вида рода — щуковидного узконоса Шарко (Parachaenichthys charcoti) отличается главным образом относительно меньшей длиной верхней челюсти, отсутствием трубчатых чешуй в медиальной боковой линии и соединяющимися в задней части дорсальной и медиальной боковыми линиями.
Может встречаться в уловах донных тралов, ставных жаберных сетей и донной удочки на относительно небольших сублиторальных глубинах. Мелкие экземпляры, обитающие у верхнего уреза сублиторали, могут служить пищей ныряющим морским птицам.

## Характеристика южногеоргианского щуковидного узконоса
В спинном плавнике 43—46 лучей, в анальном плавнике 30—33 луча, в грудном плавнике 21—23 луча. Две длинных боковых линии: в дорсальной (верхней) боковой линии 108—112 трубчатых члеников (чешуй); медиальная боковая линия начинается позади заднего края грудного плавника и представлена двумя участками — передним, в котором имеются прободённые, глубоко погружённые в кожу чешуи, и хвостовым участком с трубчатыми чешуями, задний конец которого, загибаясь вверх, соединяется с дорсальной боковой линией. На первой жаберной дуге имеется два ряда тычинок: во внешнем ряду 2—4 тычинки в верхней части дуги и 15—19 тычинок в нижней части, во внутреннем ряду в верхней части тычинки отсутствуют, в нижней части 11-—15 тычинок. Общее число позвонков 59—61.
Тело голое, длинное, прогонистое; его высота на уровне основания грудных плавников составляет 8—10 % стандартной длины тела, на уровне начала анального плавника — 7—8 % стандартной длины. Голова крупная, её длина составляет 37—40 % стандартной длины; рыло длинное — 43—50 % длины головы;  глаз относительно небольшой — 14—17 % длины головы; длина верхней челюсти 33—36 % длины головы. Расстояние от вершины верхней челюсти до начала спинного плавника довольно большое — 59—63 % стандартной длины.
Общий фон окраски у фиксированных в формалине и спирте рыб варьирует от светлого, песочного до тёмно-бурого, с более светлой брюшной стороной тела. На верху головы и туловище имеются заметно варьирующие в размере тёмные пятна. У взрослых рыб общая окраска более тёмная с менее заметными пятнами. Спинной и анальный плавники у мелких рыб более тёмные в задней части, анальный плавник в передней части нередко покрыт мелкими тёмными пятнышками; у взрослых рыб спинной и анальный плавники заметно более тёмные, чем у молоди.

## Распространение и батиметрическое распределение
Ареал вида охватывает «шельфовые» воды сублиторали Южной Георгии и Южных Сандвичевых островов. Встречается в прибрежной относительно мелководной зоне на глубинах от 5 до 270 м.

## Размеры
Крупный вид, максимальная общая длина которого достигает более 60 см (известная стандартная длина 59 см).

## Образ жизни
Типично донный сублиторальный вид и типичный хищник-ихтиофаг и зоопланктофаг. Наряду с рыбой в питании присутствуют мелкие ракообразные мизиды и крупные антарктические креветки Crangon antarcticus и Chorismus antarcticus.
Нерест происходит в период с конца лета до начала зимы. Абсолютная плодовитость достигает 14—24 тыс. икринок. Икра донная. Диаметр зрелых ооцитов, имеющих красноватый цвет, составляет около 2,4—4,0 мм. Вылупление личинок происходит зимой.